# RR-171
A RR-171 é uma rodovia brasileira do estado de Roraima que conecta diversas localidades no município de Uiramutã à BR-433 e, assim, à capital Boa Vista e demais regiões do estado. 
É a mais setentrional estrada brasileira. Sem pavimentação, atravessa as vilas Água Fria, Socó e Mutum, e também a sede municipal de Uiramutã, chegando por fim ao Parque Nacional do Monte Roraima.
Antes um escoadouro de produção agrícola, atualmente a rodovia está praticamente sem tráfego e abandonada por estar integralmente dentro da reserva indígena Raposa Serra do Sol, demarcada após sua abertura.